# Fillide Melandroni
Fillide Melandroni (Phyllis, 1581-1618) est une courtisane romaine amie du peintre Caravage, à qui elle servit de modèle pour plusieurs de ses tableaux.

## Biographie
Fillide Melandroni, originaire de Sienne, fut baptisée le 8 janvier 1581 au baptistère San Giovanni. Sa mère était Cinzia Guiducci, âgée de seize ans. Son père, Enea, était issu d'une famille noble siennoise et en était le dernier descendant, probablement pas très jeune. Fillide Melandroni avait un frère cadet nommé Niccolò .
Il n'existe aucune trace de son enfance à Sienne. Des documents ultérieurs suggèrent qu'en 1593, après la mort de son père, elle s'installa à Rome avec sa mère et son frère. Ils y vécurent avec Piera, sa tante maternelle, et son demi-frère Silvio, le fils aîné d'Énée. Son amie Anna Bianchini s'installa probablement à Rome avec sa famille à la même époque et vécut dans la même maison que Fillide.
À l'âge de treize ans, Fillide se prostituait occasionnellement . Un rapport de police daté du 22 avril 1594 indique que « Donna Filidia d'Enea Senese », accompagnée de son amie Anna Bianchini et de deux hommes, fut arrêtée de nuit « hors des lieux habituels », c'est-à-dire hors du quartier des maisons closes établi par le pape Pie V , et arrêtée pour « initier des contacts »,.
En 1595, sa mère mourut à l'âge de trente ans. Fillide vivait alors dans la pauvreté, s'occupant de son jeune frère. Bien que sa tante et son demi-frère, cuisinier, la soutiennent, elle et Anna Bianchini luttent contre les difficultés, la pauvreté et une existence en marge de la société. Entre 1596 et 1597, les deux jeunes femmes vécurent à la  Sainte Trinité des Monts et travaillèrent comme prostituées à la taverne « all'insegna della Serena ».
À l'âge de seize ans, Fillide rencontra les frères Tomassoni, issus de la petite noblesse et entretenant un cercle de courtisanes. Ils proposèrent leurs services à des nobles, des juges, des agents des forces de l'ordre, des notaires et des membres de la Curie. Ils espéraient recevoir des faveurs de leurs clients en retour. La vie de Fillide s'améliora considérablement par la suite. Elle s'installa avec son frère Strada Aragonia , aujourd'hui Via Condotti , et engagea une servante nommée Francesca. Elle n'eut plus à répondre devant les tribunaux si elle violait les interdictions du gouverneur. On rapporte que le 11 février 1599, lors d'une fête chez les Melandroni, le soir du Carnaval, une patrouille de police nocturne pénétra dans la maison. Fillide et trois hommes furent arrêtés, dont son partenaire et proxénète Ranuccio Tomassoni, le plus jeune des quatre frères. Ranuccio était armé d'une épée, ce qui était interdit dans une maison de courtisane. Malgré cette violation, il ne s'enfuit pas, mais resta auprès de Fillide pour la protéger et garantir son impunité. Fillide et Ranuccio furent effectivement libérés le lendemain matin,.
Bien que Ranuccio Tomassoni et ses frères aient protégé Fillide de la justice romaine, le prêtre de l' église Sant'Andrea delle Fratte n'approuvait pas sa vie instable et, selon lui, « licencieuse », au milieu de débauches quotidiennes et de festivités nocturnes bruyantes ». À Pâques 1599, il réprimanda Fillide dans le « Livre des âmes » de sa paroisse, la qualifiant de « courtisane scandaleuse ». John  Varriano rapporte qu'il lui refusa le Saint Sacrement.
À la fin de l'année 1600, la jeune Prudenza Zacchia était devenue la nouvelle favorite de Ranuccio Tomassoni . Fillide les prit en flagrant délit , insulta sa rivale et l'attaqua au couteau. L'attaque fut repoussée et Fillide ne blessa Prudenza qu'à la main,. Disgraciée, Fillide fut désavouée par Ranuccio et remise à la police. Il lui confisqua également son appartement de la Via Aragonia . Privée de la protection des frères Tomassoni, Melandroni fut contrainte d'exercer son métier de manière indépendante, utilisant ses relations avec des clients de haut rang. De ce fait, elle fut arrêtée et condamnée à plusieurs reprises.
À la fin de l'été 1602, Fillide loua un appartement dans un palais de la Via del Babbuino . Elle y vécut avec sa tante, devenue veuve depuis, et son demi-frère. Pour redorer son blason, elle se conforma davantage aux conventions de son temps et se présenta comme pieuse.
À la fin de l'année 1602, avec l'aide de sa tante et de la servante de celle-ci, elle organisa une attaque contre les deux courtisanes célèbres, Maddalena Antognetti et sa sœur Amabilia. Melandroni lutta pour se faire une place parmi ses concurrentes et rivales. L'accord rapide entre les femmes suggère qu'elle parvint à réintégrer le cercle des frères Tomassoni à cette occasion. Cependant, elle était désormais sous la protection de Giovan Francesco Tomassoni, le plus influent des frères.
Entre 1603 et 1605, entre 22 et 24 ans, Fillide s'orienta vers une vie insouciante, bénéficiant d'une certaine prospérité et stabilité sociale. Courtisane respectable, elle dirigeait une petite maisonnée où vivaient sa tante, deux domestiques, la courtisane Geronima Ortensia Cassia, âgée de 15 ans, et Giovanni, âgé de 4 ans. Son demi-frère s'était marié et avait quitté la maison. Giovanni était un « enfant abandonné » de l' Santo Spirito in Sassia. Elle-même avait été contrainte d'y laisser l'un de ses enfants. À partir de 1604, Fillide fut également la marraine de trois nouveau-nés, qu'elle nomma Fillide, Giovanni Battista et Alessandro. Le cardinal Montalto fut le marraine d'Alessandro.
À partir de 1604, Melandroni entretint une relation avec le noble vénitien Giulio Strozzi, de deux ans son cadet et fils de Roberto Strozzi, un banquier florentin travaillant à Venise. Depuis le début de cette relation, Fillide n'avait pas récidivé et avait disparu des archives judiciaires. Roberto Strozzi devint de plus en plus mécontent de la « relation coupable » de son fils avec une concubine. Il finit par se tourner vers le pape Paul V pour mettre fin à cette relation. En conséquence, début avril 1612, Fillide fut bannie de Rome sur ordre du pape, avec ordre de ne jamais y revenir. Fillide choisit sa ville natale de Sienne comme exil et y passa probablement une partie de son temps avec Giulio Strozzi, qui avait également quitté Rome pour raisons professionnelles,.
En 1614, Fillide est à nouveau mentionnée dans un document. De retour à Rome, où elle possédait une maison et des biens et vivait avec sa petite famille, elle rédigea son testament avec l'aide de Giovan Francesco Tomassoni le 8 octobre chez le notaire Tranquillo Pizzuti. Comme le voulait toute courtisane, Melandroni transféra un cinquième de son héritage à un monastère et fit divers legs à plusieurs églises. Le reste de ses biens meubles et immeubles fut transmis à ses neveux Nicola et Giacomo Melandroni, fils de son demi-frère aujourd'hui décédé. Elle laissa 50 écus à sa tante . Elle laissa à Maddalena, son « élève », désormais en âge de se marier, une dot de 100 écus pour lui permettre de faire un beau mariage.
Quatre ans plus tard, le 3 juillet 1618, Fillide Melandroni décède et, selon ses souhaits, est enterrée dans l'église San Lorenzo in Lucina,.

## Relation avec Caravage
En 1604, Giulio Strozzi commanda au Caravage un portrait de Fillide Melandroni pour l'offrir à sa maîtresse. Dans le seul portrait féminin connu du Caravage, Fillide se tourne vers le spectateur avec un regard perspicace et captivant. Elle est représentée en plein jour. Son visage peut être décrit comme gracieux, mais pas d'une beauté exceptionnelle. Le décolleté de son corsage simple, brodé de fils d'or, révèle le voile de taffetas jaune que les courtisanes étaient tenues de porter pour s'identifier en public . Dans son testament de 1614, elle léguait le tableau à Giulio Strozzi. Le tableau se trouvait pour la dernière fois au Kaiser Friedrich Museum de Berlin , où il fut probablement  détruit vers la fin de la Seconde Guerre mondiale.
Selon l'historienne de l'art Fiora Bellini, Melandroni ne fut plus sollicitée par Le Caravage comme modèle, ni pour une sainte ni pour la Madone. Aucun document n'atteste d'ailleurs une relation étroite entre Melandroni et Le Caravage. Néanmoins, les historiens et critiques d'art sont convaincus depuis près d'un siècle que Fillide Melandroni était une amie, voire une amante, du Caravage et qu'elle figurait dans plusieurs de ses tableaux . C'est probablement Roberto Longhi qui a suggéré le premier que Melandroni avait servi de modèle pour quatre œuvres. Il s'agit de :
- Portrait d'une courtisane (1597), Berlin, Musée Kaiser Friedrich. Ce tableau a été perdu lors de la Seconde Guerre mondiale.
- Marthe et Marie-Madeleine (1598), Institute of Arts (Detroit)[11].
- Sainte Catherine d'Alexandrie (1598), Musée Thyssen-Bornemisza (Madrid)[12].
- Judith décapitant Holopherne (1598-1599), Galerie nationale d'art ancien (Rome)[13].

Néanmoins, des recherches récentes ont montré que ces peintures pourraient également représenter Maddalena Antognetti , une autre courtisane de l'époque.

Tableaux de Caravage où Fillide Melandroni ou Maddalena Antognetti ont pu servir de modèle
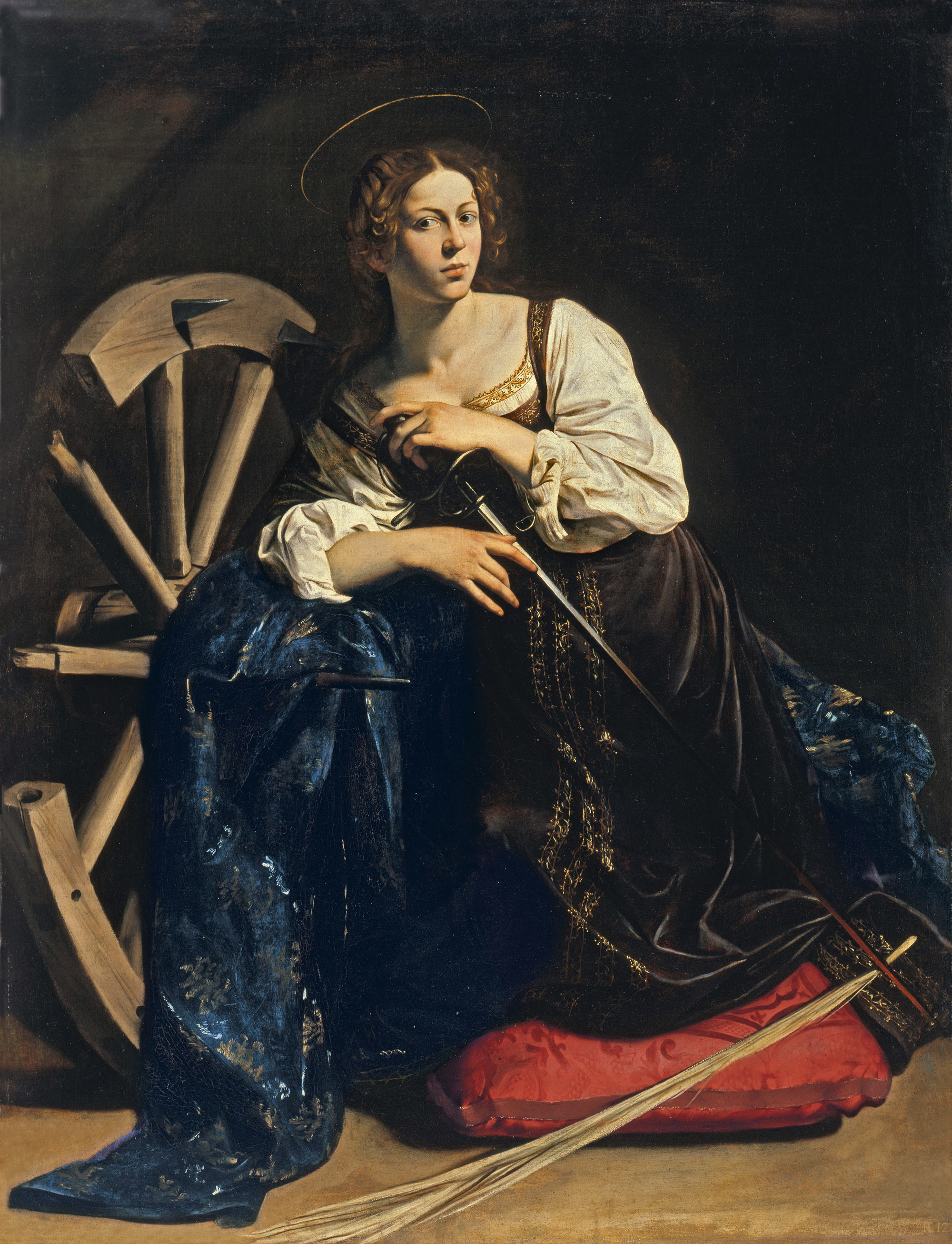
Sainte Catherine d'Alexandrie  (1598)
Marthe et  Marie Madeleine (1598)
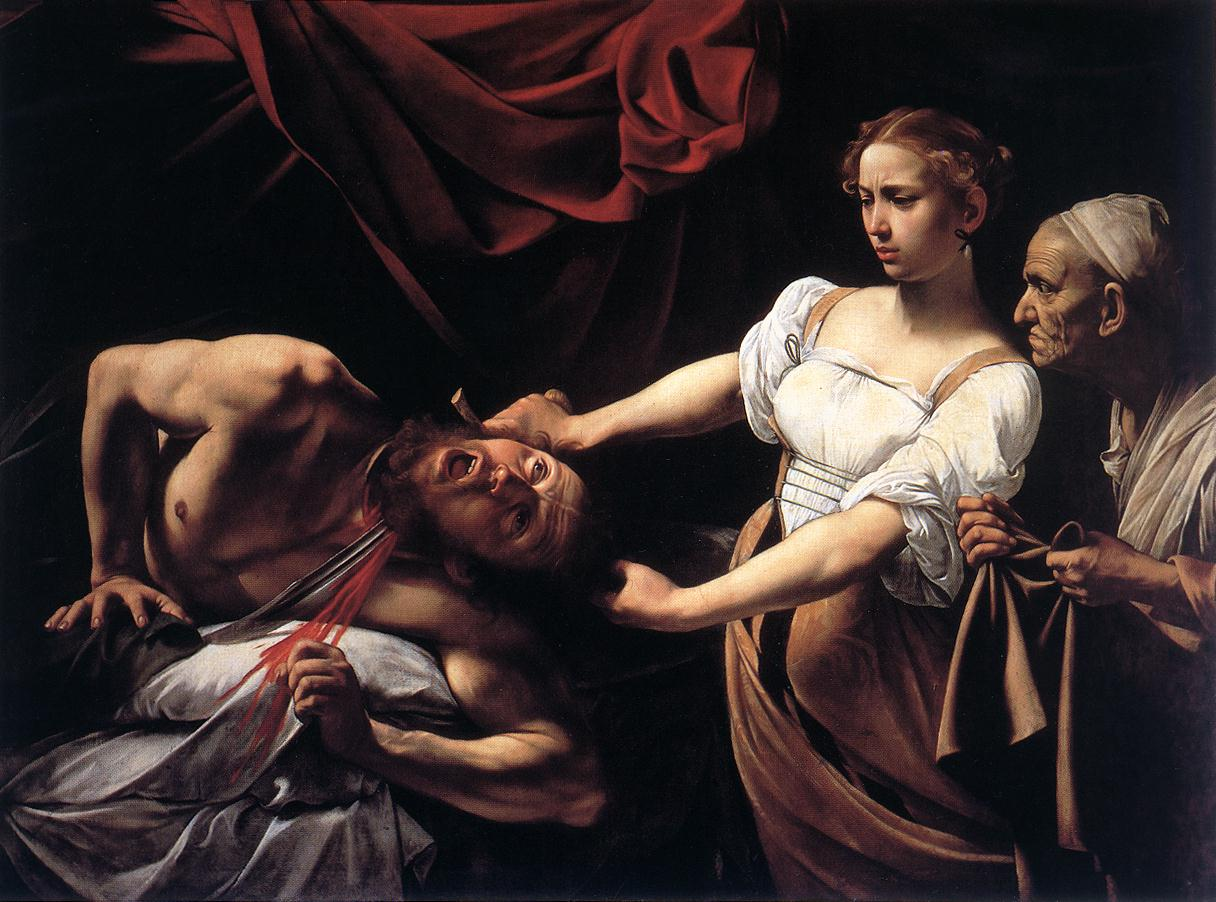
Judith décapitant Holopherne (1598-1599)

Le 29 mai 1606, Caravage fut impliqué dans une violente altercation qui se termina par un meurtre. Il s'enfuit alors de Rome pour échapper à la justice. Les circonstances exactes sont controversées et les biographes en donnent des versions très différentes. Selon Roberto Longhi, il existe plusieurs récits contemporains de l'événement, qui évaluent différemment le rôle de Caravage, « mais aucun ne dissimule la violence insensée de l'acte ». Il semble avéré que Ranuccio Tomassoni, ancien partenaire et proxénète de Fillide , se soit battu en duel avec Caravage et ait été mortellement blessé par ce dernier,.